# Matt Striker
Matthew Kaye (født 26. juni 1974) er en amerikansk wrestling-kommentator og pensioneret pro-wrestler bedre kendt under sit ring navn Matt Striker. Han arbejder for tiden ved WWE (World Wrestling Entertaiment) hvor han er kommentator for ECW (Extreme Championship Wrestling) sammen med Todd Grisham.